# Make Me Proud
A Make Me Proud Drake kanadai rapper dala, második, Take Care című albumáról. A dalon Nicki Minaj is közreműködik. 2011. október 16-án jelent meg digitális letöltés formájában, október 25-én kezdték el sugározni a rádiók.

## Háttér
Drake a Make Me Proudot OVO blogján 2011. október 13-án osztotta meg, 2011. szeptember 25-én jelentette be a dal címét. A szám Funk Master Flex rádióállomásán debütált. A Saturday Night Live című műsorban adták elő első alkalommal a dalt, mely epizódot 2011. október 15-én mutatták be.

## Kereskedelmi fogadtatás
2011. október 20-án a Billboard Hot 100 lista 97. helyén debütált a szám. A második héten 9. lett a listán. Ez az ugrás a negyedik legnagyobb volt a lista történetében.

## Megjelenési forma és számlista
- Digitális kislemez[10]

1. Make Me Proud (közreműködik Nicki Minaj) - 3:40

## Megjelenések
| Ország             | Dátum              | Formátum           |
| ------------------ | ------------------ | ------------------ |
| Egyesült Államok   | 2011. október 16.  | Digitális letöltés |
| Kanada             | 2011. október 16.  | Digitális letöltés |
| Egyesült Államok   | 2011. október 25.  | Rádió              |
| Egyesült Államok   | 2011. november 1.  | Urban rádió        |
| Egyesült Királyság | 2011. december 11. | Digitális letöltés |

## Slágerlistás helyezések
| Slágerlista (2011-12)                              | Legjobb helyezés |
| -------------------------------------------------- | ---------------- |
| Kanadai (Canadian Hot 100) kislemezlista           | 25               |
| UK R&B (The Official Charts Company) kislemezlista | 16               |
| Brit kislemezlista                                 | 49               |
| US Billboard Hot 100 kislemezlista                 | 9                |
| US R&B/Hip-Hop Songs (Billboard) kislemezlista     | 2                |
| US Rap Songs (Billboard) kislemezlista             | 3                |